# Малая Плавица
Малая Плавица — деревня в Добринском районе Липецкой области. Входит в Тихвинский сельсовет.
Расположена на берегу реки Плавицы.

## История
Возникло во второй половине XVIII века.
В документах за 1859 год упоминается как Малая Плавица (Филипово, Бухвостово) в составе Усманского уезда Тамбовской губернии.
На карте Менде обозначено как Павловское.
Названо по реке.

## Население
| 1859 | 2010 |
| ---- | ---- |
| 130  | 11   |

## Объект культурного наследия
- Курганная группа (2 насыпи).  исторический памятник (региональный)[5]